# 岡山市警察部
岡山市警察部（おかやましけいさつぶ）は、岡山県警察が警察法第52条に基づき岡山市に設置している部門（市警察部）。同条では「指定市の区域内における道府県警察本部の事務を分掌させるため、当該指定市の区域に市警察部を置く。」と定められており、政令指定都市である岡山市に設置されている。部長の階級は警視。

## 概要
岡山市が政令指定都市に移行した2009年4月1日に設置された。同市に岡山県警察本部があり、生活安全部地域統括官が市警察部長を兼務し、事務分掌も地域統括官が兼務する。
所在地は岡山市北区内山下2丁目4－6。

## 組織
- 庶務課

## 市内の警察署
- 岡山中央警察署 岡山市中区全域、北区の東部（中心市街地では岡山駅東口付近まで）
- 岡山北警察署 岡山市北区の北部（旧御津町域と旧建部町域）
- 岡山西警察署 岡山市北区の西部
- 岡山東警察署 岡山市東区（西大寺・上道地域地区）
- 岡山南警察署 岡山市南区全域、北区の南部
- 赤磐警察署 岡山市東区（旧瀬戸町域）